# Tepaal

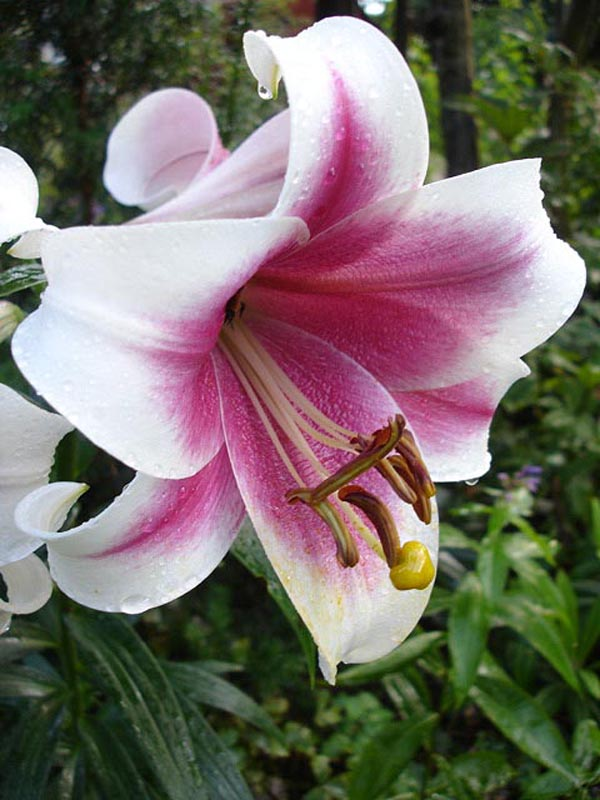
Een Lilium-bloem die haar zes tepalen laat zien.

Een tepaal of bloemdekblad is de term die gebruikt wordt voor de bloembekleedsels van bloemen met een ongedifferentieerd bloemdek (perigoon, perigonium), dat wil zeggen dat de bloembekleedsels niet zijn gedifferentieerd in kelkbladen (sepalen) en kroonbladen (petalen). De term "tepaal" werd in 1827 geïntroduceerd door De Candolle.
Voorbeelden zijn te vinden bij:
- Amborellaceae
- Magnoliaceae (tulpenboomfamilie)
- Monocotylen (eenzaadlobbigen), zoals lelies, tulpen en russen
- Calycanthaceae
- Helleborus (nieskruid)